# Saligny (Yonne)
Saligny – miejscowość i gmina we Francji, w regionie Burgundia-Franche-Comté, w departamencie Yonne.
Według danych na rok 1990 gminę zamieszkiwały 544 osoby, a gęstość zaludnienia wynosiła 54 osoby/km² (wśród 2044 gmin Burgundii Saligny plasuje się na 426. miejscu pod względem liczby ludności, natomiast pod względem powierzchni na miejscu 927.).